# Casa dei Due Atri

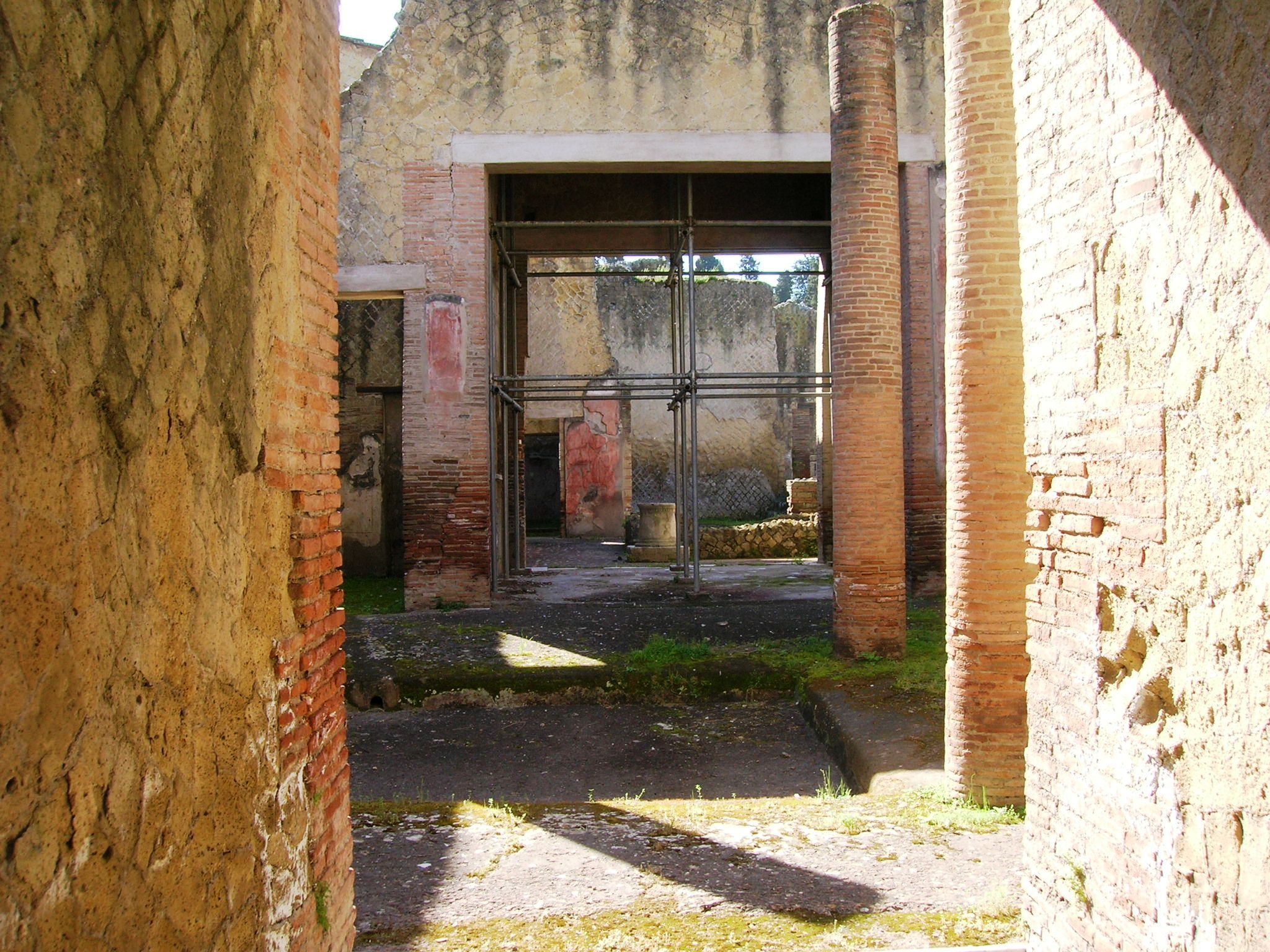
L'atrio

La casa dei Due Atri è una casa di epoca romana, sepolta durante l'eruzione del Vesuvio del 79 e riportata alla luce a seguito degli scavi archeologici dell'antica Ercolano: è così chiamata per la presenza al suo interno di due atri con impluvium.

## Storia
La casa dei Due Atri venne costruita nel periodo augusteo e successivamente ampliata con l'aggiunta di un piano superiore, reso completamente indipendente a seguito del terremoto di Pompei del 62; dopo l'evento sismico si resero necessari dei lavori di ristrutturazione che non furono portati a termine per via dell'eruzione del Vesuvio del 79 che seppellì l'intera città sotto una colte di fango. L'abitazione venne esplorata tramite cunicoli nel XVIII secolo a seguito delle indagini promosse dai Barbone, mentre venne riportata alla luce per volere di Amedeo Maiuri agli inizi del XX secolo: in particolare i primi scavi vennero condotto per pochi giorni nel settembre 1932 e poi tra il 1939 ed il 1940.

## Descrizione

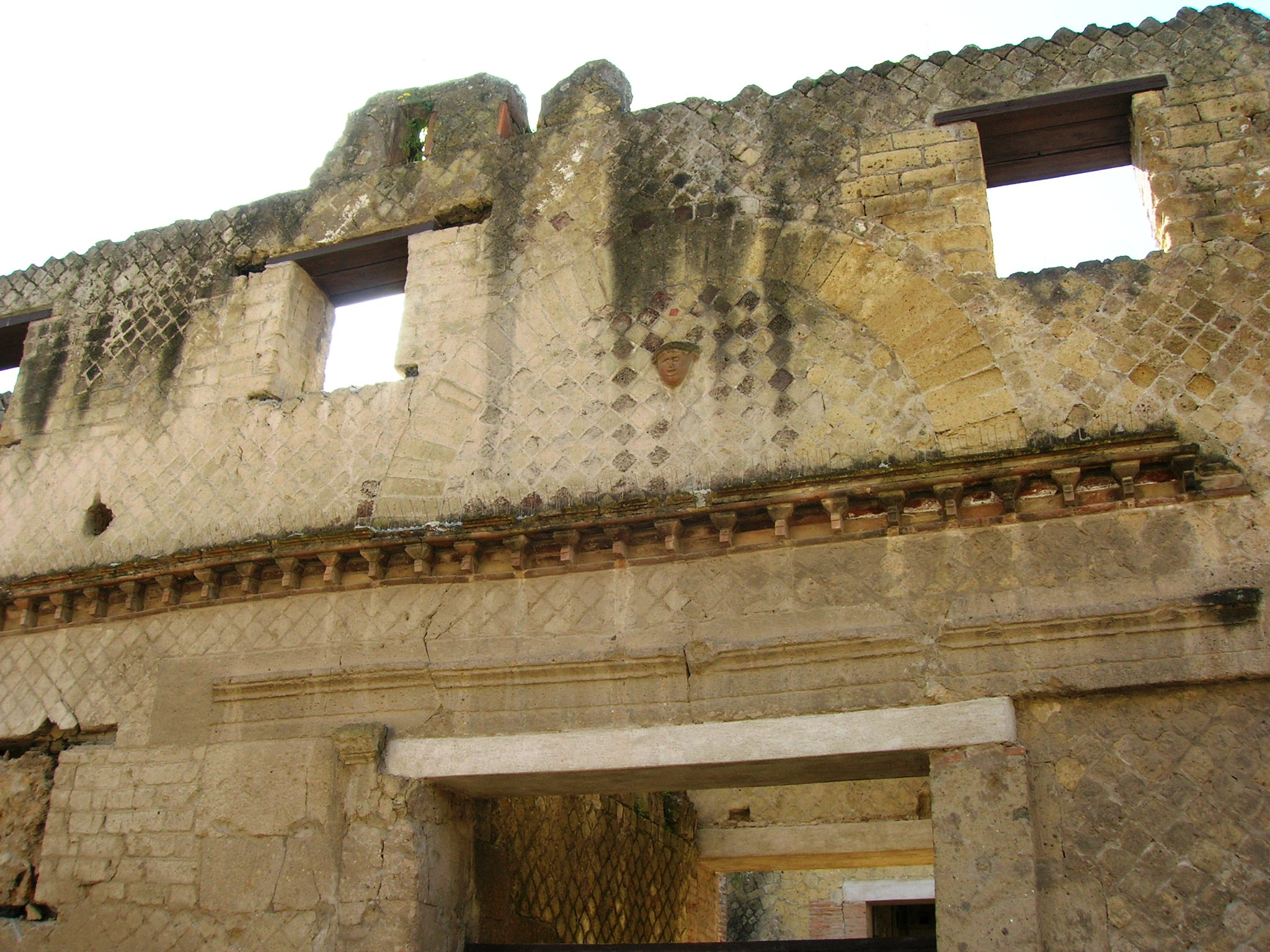
La facciata

La casa è posta tra le Terme del Foro, la casa del Colonnato Tuscanico e la casa del Salone Nero, con l'ingresso principale posto lungo il cardo III: l'intera struttura è realizzata in opus reticolatum, anche se in alcun punti si notano tracce in opus incertum ed opus vittatum. La facciata è caratterizzata da due finestre al piano terra, di cui una conserva ancora la grata in ferro, e tre finestre al piano superiore: tra i due piani si nota una linea di demarcazione in terracotta, mentre, sul lato sinistro, un'apertura era la sede di una scala che conduceva al piano superiore; il portale d'ingresso è realizzato con blocchi squadrati in tufo, sormontati da capitelli in ordine ionico ed un architrave decorato con un fiore centrale a rilievo: al di sopra del portale, un arco cieco di scarico, nella cui lunetta è posta una testa in terracotta, probabilmente raffigurante Medusa, contro il malocchio.
Le fauci sono leggermente in salita, coperte da un solaio in legno sorretto da sette travi di cui sono in parte visibili ancora i resti carbonizzati e pavimento in cocciopesto; un piccolo gradino in marmo lunense permette l'accesso all'atrio: questo è tetrastilo, con impluvium centrale completamente rivestito in cocciopesto, così come tutto il resto del pavimento dell'ambiente; intorno all'impluvium si trovano quattro colonne in mattoni, la cui notevole altezza ha fatto supporre al Maiuri che potessero sostenere un ballatoio in legno, che correva lungo i quattro lati dell'atrio. Le decorazioni parietali, in terzo stile, sono state in parte danneggiate dai cunicoli aperti durante le esplorazioni borboniche: queste restano solo sul lato nord e sud e sono composte da pannelli rossi su un fondo bianco, mentre sulle pareti est ed ovest restano tracce di stucco. Sull'atrio si affaccia un cubicolo, illuminato da una finestra, con pareti affrescate da rettangoli bianchi delimitati con fasce rosse e verdi ed un solaio raggiungibile tramite una scala in legno della quale al momento dello scavo erano ancora visibili i resti carbonizzati, una cucina, con forno e latrina, che conservava un dolium per l'acqua e due anfore, un ambiente di servizio, intonacato in bianco e linee rosse e pavimento in lavapesta, all'interno del quale venne ritrovata una scatola in legno contenente delle tavolette cerate, ed il tablino, anch'esso pavimentato in cocciopesto con diversi tipi di marmo come il cipollino, il bardiglio ed il giallo antico, e alle pareti affreschi con zoccolatura in bianco arricchita di elementi vegetali in rosso e verde, una zona mediana tripartita con riquadri in rosso decorata con candelabri e vasellame in argento e fregio con fasce rosse e verdi con al centro un tripode aureo ed ai lati vasi metallici.

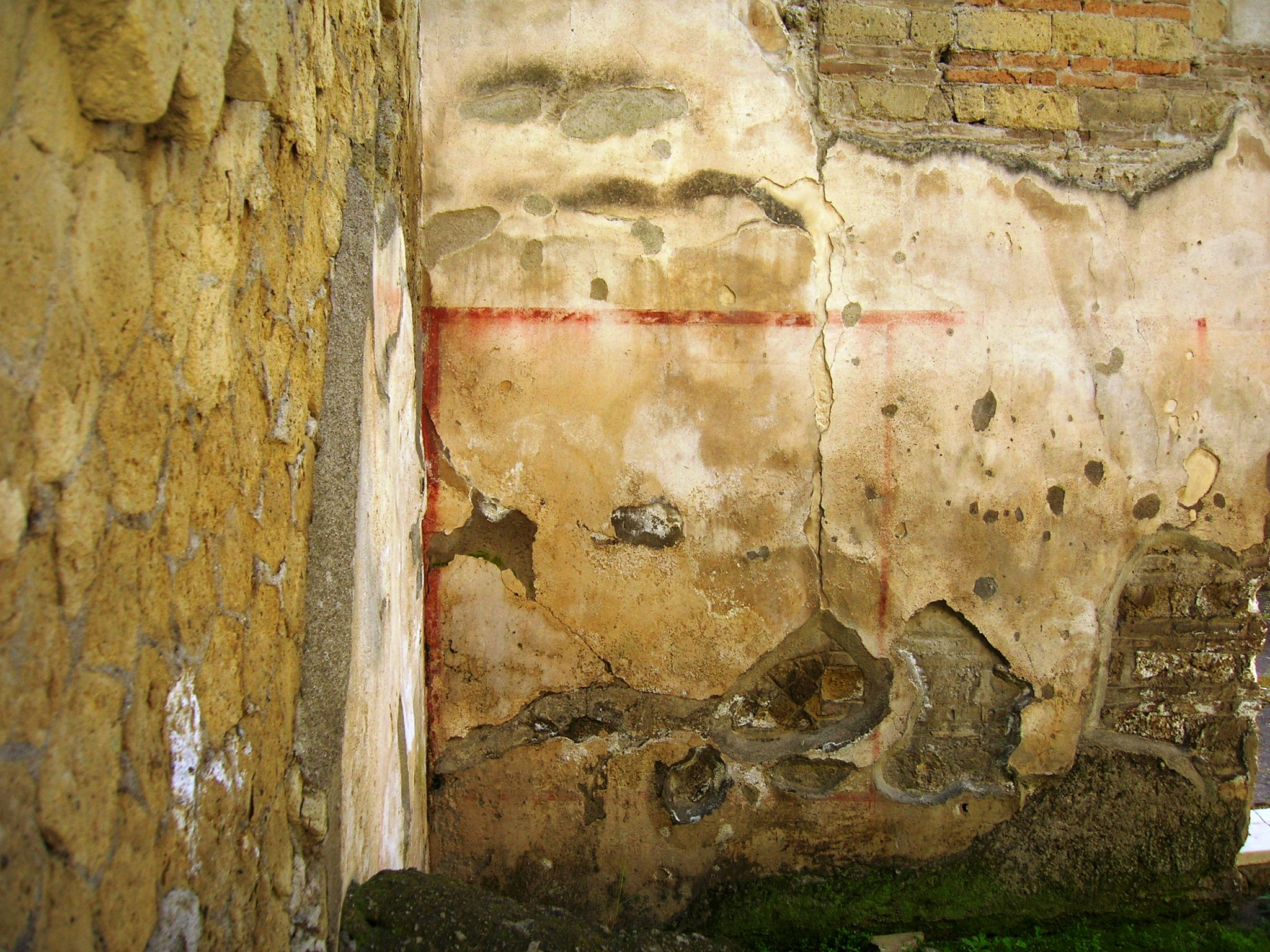
Decorazione parietale

Segue quindi un secondo atrio, collegato al primo tramite un corridoio nel quale era presente un'ulteriore scala in legno, che fungeva sia da pozzo di luce che da giardino: al centro è posta una vasca nella quale doveva trovarsi una fontana, rimossa in epoca borbonica, ed un puteale, di cui ne rimane uno più piccolo che ha sostituito quello più grande durante i lavori di ristrutturazione dopo il terremoto del 62; la vasca è pavimentata con lastre di marmo policromo disposte a raggiera, mentre il resto dell'ambiente ha pavimento in cocciopesto con pietre colorate e qualche tessera di mosaico bianco: restano invece poche decorazioni parietali se si escludono due larari con lesene in rosso e azzurro e timpano arricchito con tralci e spirali; anche quest'ambiente era dotato di un ballatoio. Sul secondo atrio si apre l'oecus con pareti affrescate, in quarto stile, con zoccolo rosso e viola in una cornice verde, zona mediana in rosso, giallo e azzurro dove sono dipinte delle edicole adornate con cavalli marini, teste di Medusa, maschere e sfingi alate sul lato nord e pesci e molluschi sul lato est ed ovest, ed un fregio bianco con elementi architettonici e cerbiatti; il pavimento è in cocciopesto. Accanto all'oecus si trova un ambiente di servizio con scarsi abbellimenti ma con gli stipiti rivestiti in marmo, di cui si conserva solo un piccolo frammento in cipollino. Sempre sul secondo atrio si affaccia il triclinio: la pavimentazione è in cocciopesto con pietre colorate e marmo pavonazzetto, mentre le pitture sono state realizzate in due momenti diversi: le più antiche si trovano sul muro nord ed ovest e sono con zoccolo rosso, zona centrale tripartita in rettangoli con al centro una natura morta con pesci e due pere, mentre il resto della stanza è semplicemente intonacato in bianco, di fattura più moderna. Dal triclinio si accede ad un cubicolo e ad un ambiente servile: la prima camera ha una decorazione in bianco con linee rosse, oltre ad una nicchia sempre in bianco contornata da una fascia in rosso, mentre la seconda camera ha tracce di intonaco; in questa zona della casa inoltre è possibile osservare una pavimentazione in cocciopesto che improvvisamente si interrompe per lasciare spazio ad un pavimento in lavapesta con qualche inserto in cotto: si tratta probabilmente di un lavoro in fase di realizzazione e non terminato a causa del sopraggiungere dell'eruzione. Tra il secondo atrio e il triclinio si apre anche una stretta apotheca, con pavimento in lavapesta, intonaco alle pareti e resti in una tubazione in terracotta: anche in questo ambiente era posta una scala per il piano superiore.